# Nordøstlige USA
Det nordøstlige USA, også omtalt som Northeast eller American Northeast, er en Census Bureau-region i USA. Det ligger på Atlanterhavskysten i Nordamerika med Canada mod nord, det sydlige USA mod syd og det midtvestlige USA mod vest. Northeast er en af de fire regioner defineret af US Census Bureau til indsamling og analyse af statistikker.
De andre Census Bureau regioner i USA er Midtvesten, det Vestlige USA, Sydstaterne.

## Delstater
Census Bureau omfatter ni amerikanske delstater, seks i New England og tre i Middle Atlantic:

### New England
- Connecticut
- Maine
- Massachusetts
- New Hampshire
- Rhode Island
- Vermont

### Middle Atlantic
- New Jersey
- New York
- Pennsylvania

Kilde: